# Eva Zeller
Eva Zeller, geborene Feldhaus, verheiratete Dirks (* 25. Januar 1923 in Eberswalde; † 5. September 2022), war eine deutsche Schriftstellerin.

## Leben und Werk
Eva Feldhaus wuchs auf dem Rittergut ihrer Großmutter in Görzke auf. Da die Ehe der Eltern (Mutter: Elisabeth Feldhaus, geborene Bertrand; Vater: Franz Maria Feldhaus, Technikhistoriker) bereits 1924 geschieden wurde, kehrte ihre Mutter von Eberswalde nach Görzke zurück. Dort absolvierte Eva die Schulzeit bis zum 14. Lebensjahr, anschließend bis zum Abitur (1941) im Internat in Droyßig bei Zeitz. Nach dem Studium der Germanistik und Kunstgeschichte in Greifswald, Marburg und Berlin heiratete sie 1944 den Kirchenmusiker Wolf-Dietrich Dirks, der seit Anfang 1945 als Soldat im Russlandfeldzug verschollen ist. Im März 1945 wurde die Tochter Maren auf der Flucht geboren. Von 1947 bis 1950 unterrichtete Eva in Görzke (ab 7. Oktober 1949 in der DDR) Junglehrer, gleichzeitig arbeitete sie als Lehrerin an der dortigen Zentralschule. 1950 heiratete sie den Pfarrer bzw.
Pastor und Kunsthistoriker Reimar Zeller; 1951 kam die Tochter Susanne zur Welt. Zwischen 1950 und 1956 wohnte Eva in Hohenwerbig und Kleinmachnow. 1956 verließ sie die DDR und ging nach Südwestafrika (heute Namibia), wo ihr Mann die deutsche evangelische Gemeinde in Swakopmund und in Walvis Bay betreute und sie von 1957 bis 1958 als Lehrerin arbeitete. 1958 wurden die Zwillinge Cordula und Joachim geboren. 1962 kehrte die Familie in die Bundesrepublik Deutschland zurück. Sie wohnte bis 1974 in Düsseldorf, anschließend in Villingen (Schwarzwald) und Heidelberg. 1979 hielt Eva Zeller die Laudatio bei der Verleihung des Georg-Büchner-Preises an Ernst Meister. Sie sprach neben Deutsch auch Englisch, Französisch und Afrikaans. 
Ab 1998 lebte sie in Berlin. Sie starb im September 2022 im Alter von 99 Jahren und wurde auf dem Friedhof in Görzke im Hohen Fläming beigesetzt. 2005 wurde im Museum des Handwerkerhofes in Görzke, dem Ort ihrer Kindheit im Fläming, ein Raum mit Erinnerungsstücken von Eva Zeller eröffnet. Der schriftliche Nachlass ist im Deutschen Literaturarchiv Marbach archiviert.
Eva Zeller veröffentlichte Jugendbücher, Romane, Erzählungen, Lyrik, Hörspiele und Essays. Frühe literarische Vorbilder sind Theodor Fontane, Gottfried Benn, Günter Eich und die polnische Lyrik. In ihren ersten Büchern befasste sie sich mit der Apartheidpolitik im damaligen Südwestafrika und den daraus erwachsenden menschlichen und sozialen Konflikten. Als literarische Chronistin des Nationalsozialismus schrieb sie über ihre Kindheit und Jugend im „Dritten Reich“ und profilierte sich als stilistisch versierte Beobachterin der Gegenwart. Sie stellte die traditionelle Rollenverteilung zwischen den Geschlechtern in Frage.

### Mitgliedschaften
- 1970: P.E.N.-Zentrum Deutschland
- 1975: Mitglied der Deutschen Akademie für Sprache und Dichtung Darmstadt, zeitweise Vizepräsidentin
- 1985: Mitglied der Akademie der Wissenschaften und der Literatur Mainz[2]

### Preise, Auszeichnungen, Stipendien
- 1970: Georg-Mackensen-Literaturpreis (für die Erzählung Der Stutterer)
- 1970: Mitgliedschaft PEN-Zentrum BRD
- 1974: Ehrengabe zum Andreas-Gryphius-Preis
- 1975: Droste-Preis der Stadt Meersburg
- 1975: Mitgliedschaft Akademie für Sprache und Dichtung in Darmstadt
- 1977/78: Schillerstipendium des Europaforums für Literatur
- 1981: Salzburger Lyrikpreis (für Lyrik im christlichen Geist)
- 1986: Ida-Dehmel-Literaturpreis der GEDOK
- 1987: Poetikdozentur an der Universität Mainz
- 1987: Arbeitsstipendium des Landes NRW und Stipendium des Deutschen Literaturfonds
- 1988: Erzählerpreis der Stiftung Ostdeutscher Kulturrat
- 1991: Eichendorff-Literaturpreis
- 1992: Jahresstipendium des Landes Baden-Württemberg
- 1994: Buchpreis des Deutschen Verbandes Evangelischer Büchereien
- 1994: Nikolaus-Lenau-Preis der Künstlergilde Esslingen
- 1999: Dr. theol. h. c. der Augustana-Hochschule Neuendettelsau
- 2007: Paul-Gerhardt-Preis

## Werke

### Jugendbücher
- Kleines Herz in Afrika. Christlicher Zeitschriftenverlag, Berlin-Friedenau, o. J. 1957.
- Pitirapo. Christlicher Zeitschriftenverlag, Berlin-Friedenau, o. J. 1958.
- Amely, Christlicher Zeitschriftenverlag, Berlin-Friedenau, o. J. 1958.
- Kleines Herz in der großen Welt. Christlicher Zeitschriftenverlag, Berlin-Dahlem, o. J. 1959.
- Andelino und das Kuduhorn. Oncken, Kassel 1960.
- Der Feuersalamander. Oncken, Kassel 1961.
- Umweg durch die Wüste. Oncken, Kassel 1962.

### Jugendhefte
- Wo bleibt Seraphia? (Reihe „Silberstern“.) Oncken, Kassel 1964.
- Regen Schießen. (Reihe „Silberstern“.) Oncken, Kassel 1965.
- Das Auge des Himmels. (Reihe „Silberstern“.) Oncken, Kassel 1965.
- Das Amulett. (Reihe „Silberstern“.) Oncken, Kassel 1966.
- Die Reise nach Kapstadt. (Reihe „Silberstern“.) Oncken, Kassel 1967.
- Das vergrabene Faß. (Reihe „Silberstern“.) Oncken, Kassel 1968.
- Monsieur Birnboom. (Reihe „Für stille Stunden“.) Oncken, Kassel 1968.
- Der brennende Busch. (Reihe „Für stille Stunden“.) Oncken, Kassel 1968.
- Der Fund auf dem Dachboden. (Reihe „Silberstern“.) Oncken, Kassel 1969.
- Lorettostraße drei. (Reihe „Silberstern“.) Oncken, Kassel 1969.

### Prosa, Lyrik
- Die magische Rechnung. Erzählungen. DVA, Stuttgart 1966.
- Der Sprung über den Schatten. Roman. DVA, Stuttgart 1967.
- Ein Morgen Ende Mai. Zehn prosaische Lesestücke. DVA, Stuttgart 1969.
- Sage und schreibe. Gedichte. DVA, Stuttgart 1971.
- Der Turmbau. Erzählungen. DVA, Stuttgart 1973.
- Lampenfieber. Roman. DVA, Stuttgart 1974.
- Fliehkraft. Gedichte. DVA, Stuttgart 1975.
- Die Hauptfrau. Roman. DVA, Stuttgart 1977.
- Auf dem Wasser gehn. Ausgewählte Gedichte. DVA, Stuttgart 1979.
- Solange ich denken kann. Roman einer Jugend. DVA, Stuttgart 1981.
- Tod der Singschwäne. Erzählungen. DVA, Stuttgart 1983.
- Unveränderliche Kennzeichen. Ausgewählte Erzählungen und Gedichte. Union, Berlin (Ost) 1983.
- Nein und Amen. Autobiographischer Roman. DVA, Stuttgart 1986.
- Heidelberger Novelle. DVA, Stuttgart 1988.
- Stellprobe. Gedichte. DVA, Stuttgart 1989.
- Das Sprungtuch. Erzählungen. DVA, Stuttgart 1991.
- Eva Zeller. Lyrik und Prosa. Im Auftrag der Literarischen Gesellschaft (Scheffelbund) Karlsruhe. Auswahl und Nachwort Karl Foldenauer. Literarische Gesellschaft Karlsruhe, Karlsruhe 1992.
- Ein Stein aus Davids Hirtentasche. Gedichte. Herder, Freiburg u. a. 1992.
- Die Lutherin. Spurensuche nach Katharina von Bora. DVA, Stuttgart 1996.
- Das versiegelte Manuskript. Roman. DVA, Stuttgart 1998
  - englische Ausgabe: The Manuscript. Jonathan Cape, London 2000.
  - hebräische Ausgabe: החטופות מברלין סיפור אהבה בלתי אפשרי, Die Entführten von Berlin – Eine unmögliche Liebesgeschichte. Dekel, Tel Aviv 2021.
- Dreißig Worte für Liebe. Erzählungen. DVA, Stuttgart/München 2002.
- Das unverschämte Glück. Neue Gedichte. Radius, Stuttgart 2006.
- Was mich betrifft. Gedichte und Balladen. Sankt Michaelsbund, München 2011.
- Hallelujah in Moll. Gedichte. Athena-Verlag, edition exemplum, Oberhausen 2013.

### Herausgeberschaften, literaturhistorische Texte
- Generationen. Dreißig deutsche Jahre. Hrsg. Eva Zeller. DVA, Stuttgart 1972.
- Lang genug habe ich gewohnt bei dem Hasser des Friedens. Hrsg. Eva Zeller, Leszek Kolakowski. Verlag am Eschenbach, Eschbach/Markgräferland 1981.
- Das Wort und die Wörter. Tradition und Moderne in der geistlichen Lyrik. Akademie der Wissenschaften und der Literatur Mainz, Abhandlungen der Klasse der Literatur, Jg. 1990, Nr. 3. Steiner, Stuttgart 1990.
- Das Kind in dem ich stak. Gedichte und Geschichten über die Kindheit. Hrsg. Irma Hildebrandt, Eva Zeller. Fischer, Frankfurt 1991.
- Die Autobiographie. Selbsterkenntnis – Selbstentblößung. Akademie der Wissenschaften und der Literatur Mainz, Abhandlungen der Klasse der Literatur, Jg. 1995, Nr. 2. Steiner, Stuttgart 1995.

## Stimmen der Literaturkritik
„Was gesagt wird, wird ohne Tremolo gesagt, ohne Redseligkeit (…) Eine Aristokratie der Sprachbehandlung, die Seltenheit hat, wo weithin die Attitüde und Pointe gefragt ist.“ (André Bogaert über den Band Der Turmbau. In: La Nouvelle Revue des Deux Mondes. März 1973)
„Eva Zeller hat mit der Erzählung ihrer Kindheit und Jugend ihren Ehrgeiz proustisch hoch gespannt, und es ist gleich zu bemerken, daß ihr eine solche historische und dichterische Wiedererweckung des Vergessenen und Begrabenen in hohem Maße geglückt ist.“ (Werner Roos über den Roman Solange ich denken kann. In: Süddeutsche Zeitung. 14. Oktober 1981)
„Unvergessen scheint hier die Forderung Emile Zolas, der Autor habe nicht zu richten, sondern Tatsachen festzustellen, er habe zu protokollieren. Solche Schreibtechnik, die dem Leser das Urteil zuschiebt, bestimmt auch jene Erzählungen Eva Zellers (…) deren Handlungen und Figuren hierzulande lokalisiert sind. Keineswegs aber muß die Lebensperspektive einer Schriftstellerin, die sich das Richteramt versagt, indifferent oder standpunktlos sein.“ (Walter Hinck über den Band Tod der Singschwäne. In: Frankfurter Allgemeine Zeitung. 29. März 1983)
„(…) ihre beschwörenden Gedichte gehören zum Besten, was die deutsche Gegenwartslyrik zu bieten hat. Auf modische Effekthascherei lässt sich Zeller nicht ein. Auch diese ‚Stellprobe‘ hat sie glänzend bestanden.“ (Ernst R. Hauschka über den Band Stellprobe. In: Die neue Bücherei. 1/1990)
„Sagen wir es unumwunden: Dieses Buch ist das eigentliche literarische Ereignis des Luther-Jahres 1996. Eine ruhige, klare Prosa schreibt Zeller, und doch spürt man zwischen den Sätzen dauernde Erregung, ein Bangen um Katharina von Bora, deren Innenbild sie einfühlsam nachzeichnet, soweit ihre ‚Spurensuche‘ dies erlaubt. ‚Finden, nicht erfinden‘ lautet Zellers Devise. Kraftvolle Sätze auch hier, jedoch fern aller Berserker-Attitüde.“ (Neue Zürcher Zeitung vom 20. Juni 1996 über das Buch Die Lutherin)
„In ihren herkömmlichen Vorstellungen zuwiderlaufenden Schilderungen Scheiternder deckt sie ironisch die Vielschichtigkeit der menschlichen Existenz auf.“ (Gero von Wilpert (Hrsg.): Lexikon der Weltliteratur. Band 2. dtv, München 1997, S. 1665)
„Eva Zeller hat am Ende unseres Jahrhunderts ein wichtiges und bewegendes Buch geschrieben, in dem von den bösesten Jahren eben dieses Säkulums die Rede ist und davon, wie sie bis in die Gegenwart fortwirken. (…) In jeder Hinsicht ein Buch gegen das Vergessen, geschrieben mit dem Wissen um das Gewicht der Sprache.“ (Joachim Burkhardt über den Roman Das versiegelte Manuskript. In: Der Tagesspiegel. 6. Dezember 1998)
„Alle Dichter gestalten – die einen mehr Vorgestelltes, die anderen mehr Erfahrenes. Eva Zeller tut letzteres. Alles, was sie schreibt, ist Biographie, aufgesuchtes, erinnertes, sie anfallendes Leben – vorzüglich das eigene. (...) Der Historiker muß sich aus dem heraushalten, was er erforscht. Der Dichter schärft sein Bewußtsein an dem Anteil, den er daran hat. Wer sein eigenes Leben wiedergebe, gebärde sich als Alleswisser: ‚Indem er die Lüge der Erfindung vermeidet, erliegt er der Lüge der Erinnerung‘, schreibt Eva Zeller in ‚Solange ich denken kann‘.“ (Hartmut von Hentig zum achtzigsten Geburtstag von Eva Zeller. In: Frankfurter Allgemeine Zeitung. 25. Januar 2003)